# Неостоицизм

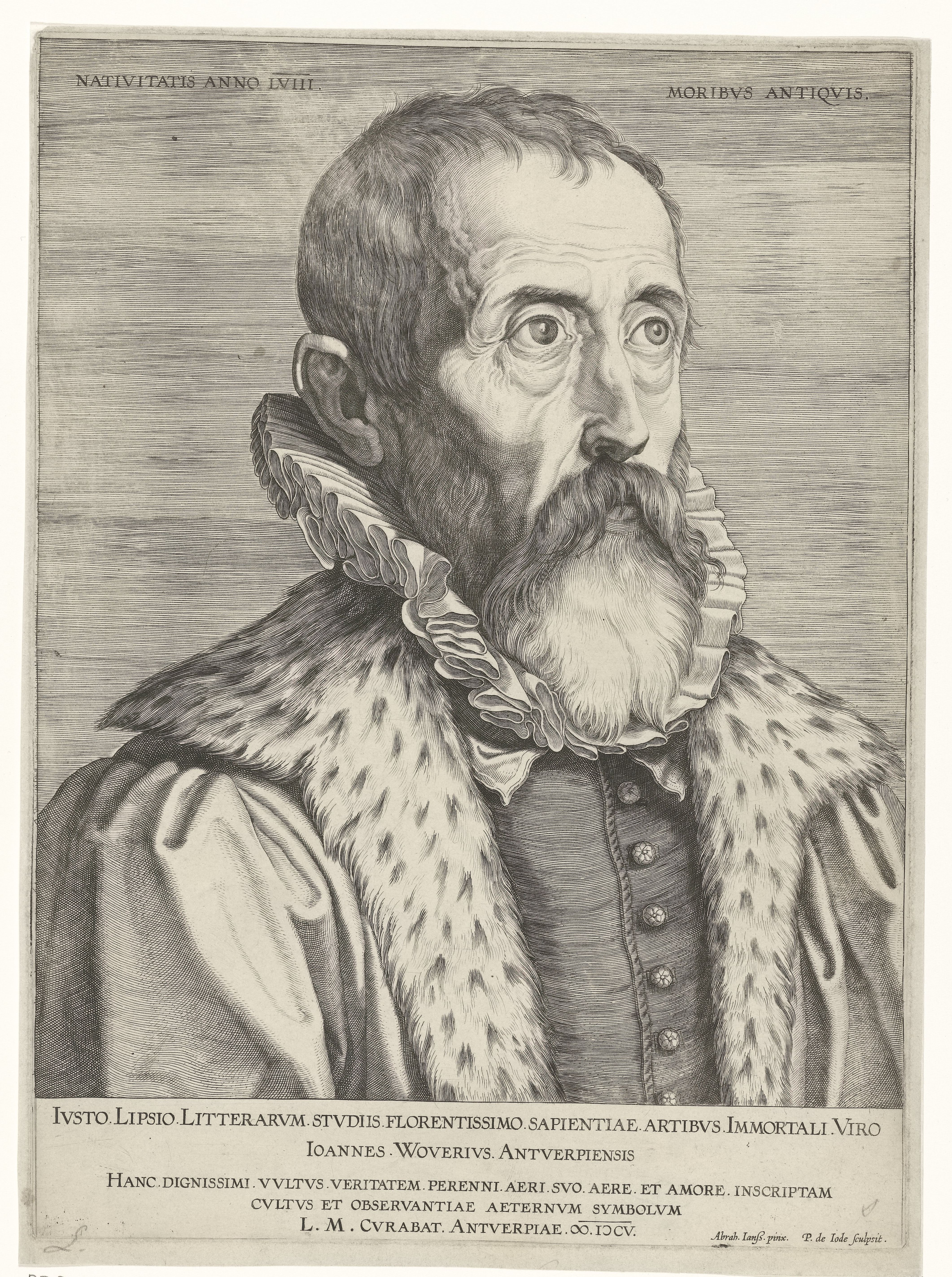
Основатель неостоицизма — Юст Липсий

Неостоици́зм — эклектическое философское течение, возникшее в конце XVI века с претензией объединения христианской философии и стоицизма, «стоический ренессанс». Главные представители — Юст Липсий, Гийом дю Вер, Пьер Шаррон.
Основателем неостоицизма считается Юст Липсий, опубликовавший в 1584 году сочинение «De Constantia». Позже Липсий развил идеи неостоицизма в трактатах: Manductio ad stoicam philosophiam, Physiologia stoicorum и Ethica. В дополнение к христианской этике в качестве практической философии, повседневного руководства доброму христианину, неостоики предлагали идеи обновлённого стоицизма.
Неостоицизм стал важным интеллектуальным движением в конце XVI — начале XVII веков, оказавшим влияние на ряд европейских мыслителей, в том числе Монтескьё, Руссо, Бэкона, Кеведо. Впоследствии идеи неостоицизма подверглись жёсткой критике, после чего утратили популярность. В частности, Паскаль решительно отвергал возможность соединения христианства со стоицизмом, а Мальбранш считал идеи неостоиков нереалистичными.

## В современности
По мнению американского философа Массимо Пильюччи,
стоицизм — весьма современная философия, которая учит, как принимать верные решения, управлять гневом, воспринимать критику, как относиться к смерти — собственной и своих близких. Пильюччи считает, что быть стоиком возможно и в современном мире. Для этого надо иметь душевный покой, чтобы принимать то, что невозможно изменить, мужество — чтобы изменить возможное, и мудрость — всегда отличать одно от другого.